# Ny Ophiuchi
Ny Ophiuchi (ν Ophiuchi , förkortat Ny Oph, ν  Oph) som är stjärnans Bayerbeteckning, är en stjärna belägen i den östra delen av stjärnbilden Ormbäraren. Den har en genomsnittlig skenbar magnitud på 3,33 och är klart synlig för blotta ögat. Baserat på parallaxmätning inom Hipparcosuppdraget på ca 21,6 mas, beräknas den befinna sig på ett avstånd av ca 151 ljusår (46 parsek) från solen.

## Nomenklatur
För Ny Ophiuchi används ibland namnet Sinistra, vilket betyder "vänster sida" på latin., även om författare som Jim Kaler rekommenderar att man inte använder detta namn, utan i stället håller sig till endast Bayer-beteckningen (Ny Ophiuchi).

## Egenskaper
Ny Ophiuchi är en orange till röd jättestjärna av spektralklass K0 IIIa CN-1, vilket anger att den har förbrukat väteförrådet i sin kärna och utvecklats bort från huvudserien. Den visar ovanligt lågt överskott av cyan för en stjärna av denna typ. Den har en massa som är 3 gånger solens massa och en uppskattad radie som är ca 14 gånger större än solens. Den utsänder från dess fotosfär 123 gånger mera energi än solen vid en effektiv temperatur på ca 4 930 K.

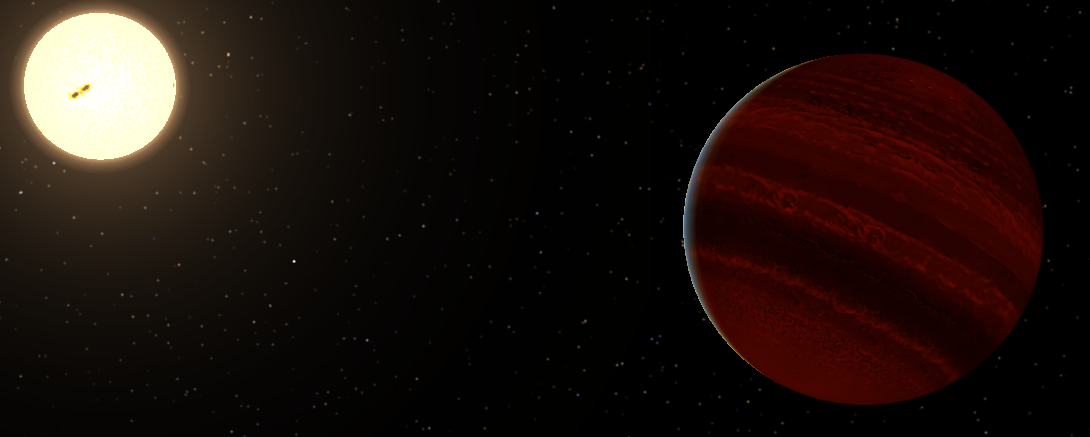
Ny Ophiuchi och en brun dvärg,Ny Ophiuchi b, som följeslagare.

Ny Ophiuchi är inte en dubbelstjärna i den meningen att det finns en gravitationsbunden följeslagare. I början av 2004 upptäcktes emellertid en brun dvärg, Nu Ophiuchi b. Denna följeslagare har en massa som är minst 21,9 gånger Jupiters massa och tar 536 dygn (1,47 år) för att slutföra ett omlopp. En andra brun dvärg upptäcktes 2010, som omkretsar stjärnan med en period på 3 169 dygn (8,68 år). Dessa har bekräftats under 2012.
Ny Ophiuchi följer en bana genom Vintergatan på ett avstånd mellan 23  400 och 29 200 ljusår (7,2-9,0 kpc) från galaxens centrum. Som sannolik medlem av Vintergatans tunnare skiva har den en låg avvikelse i sin bana som inte går mer än 100 ljusår ovanför det galaktiska planet.